# Nouvelle Page
Albums de Jenifer
Paradis secret
(2016) N°9
(2022)
Singles
1. Notre idylle
Sortie : 29 août 2018
2. Encore et encore
Sortie : 2 novembre 2018
3. Les choses simples (feat. Slimane)
Sortie : 25 février 2019
4. Comme c'est bon
Sortie : 9 mai 2019
5. On oublie le reste (feat. Kylie Minogue)
Sortie : 9 octobre 2019

Nouvelle Page est le huitième album studio de la chanteuse Jenifer, sorti le 26 octobre 2018.
La tournée de l'album s'intitule Nouvelle Page 2 Tournées et démarre le 8 mars 2019 au Palatinu à Ajaccio.

## Diffusion
La semaine de sa sortie, l'album se classe numéro 2 des ventes, derrière Johnny Hallyday, avec plus de 14 000 ventes.
Il est certifié disque d'or pour plus de 50 000 exemplaires vendus le 14 décembre 2018 et double disque de platine avec 200 000 exemplaires vendus depuis le 16 décembre 2024.

## Édition CD + Édition limitée (Digipack) + Édition collector Beauty Box Luxe
L'album comporte trois versions différentes : l'édition simple contenant 14 titres, l'édition limitée contenant 17 titres et l'édition Beauty Box Luxe contenant 19 titres.
| 1.    | Notre idylle                             | Corson                                     | Corson et Boban Apostolov                                              | 3:08 |
| 2.    | Les Choses simples (en duo avec Slimane) | Slimane                                    | Slimane et TIBZ                                                        | 3:32 |
| 3.    | Comme c'est bon                          | Christophe Maé et Paul Ecole               | Christophe Maé et Michael Désir                                        | 2:42 |
| 4.    | Encore et encore                         | Yohann Malory                              | Tristan Salvati                                                        | 3:49 |
| 5.    | Des je t'aime qui se perdent             | Manon Romiti, Mark Weld et Silvio Lisbonne | Manon Romiti, Mark Weld et Silvio Lisbonne                             | 3:12 |
| 6.    | Respire                                  | Yseult, Tristan Salvati et Yohann Malory   | Yseult, Tristan Salvati et Yohann Malory                               | 2:56 |
| 7.    | Hey Jen                                  | TIBZ                                       | Hugo Lab et TIBZ                                                       | 3:11 |
| 8.    | L'Amour.0                                | Corson                                     | Corson et Boban Apostolov                                              | 3:26 |
| 9.    | Post mélancolie                          | Yohann Malory                              | Tristan Salvati                                                        | 2:49 |
| 10.   | Reste                                    | Manon Romiti                               | Manon Romiti et Eddy Pradelles                                         | 3:37 |
| 11.   | Un petit tour                            | Laurent Durupty et Corson                  | Laurent Durupty                                                        | 2:56 |
| 12.   | Pour nous retrouver                      | Yseult et Corson                           | Yseult, Corson, Jordan Houyez, Rémi Fontaine-Berger et Boban Apostolov | 3:09 |
| 13.   | Nostalgique d'hier                       | Yohann Malory                              | Tristan Salvati                                                        | 3:40 |
| 14.   | Derrière les soleils                     | Yohann Malory                              | Tristan Salvati et Martin Lefebvre                                     | 3:28 |
| 15.   | Les Choses simples (proche et intime)    | Slimane                                    | Slimane et TIBZ                                                        | 3:24 |
| 16.   | Mystère                                  | Paul Ecole                                 | Christophe Maé et Martin Laumond                                       | 2:41 |
| 17.   | Baby blues                               | Camille Lemay et Yohann Malory             | Tristan Salvati et Yohann Malory                                       | 3:17 |
| 18.   | L'Été qui s'en va                        | Yohann Malory et Hervé Vérant              | Tristan Salvati                                                        | 3:41 |
| 19.   | Ton absence                              | Guillaume Boscaro                          | Guillaume Boscaro et Eddy Pradelles                                    | 3:23 |
| 61:00 |                                          |                                            |                                                                        |      |

## Réédition
La réédition appelée Nouvelles Pages comporte quatre titres inédits ainsi que quinze titres lives, en plus de l'album original.
CD no 1 - Album original + 4 inédits
| 1.    | Notre idylle                             | Corson                                     | Corson et Boban Apostolov                                              | 3:08 |
| 2.    | Les Choses simples (en duo avec Slimane) | Slimane                                    | Slimane et TIBZ                                                        | 3:32 |
| 3.    | Comme c'est bon                          | Christophe Maé et Paul Ecole               | Christophe Maé et Michael Désir                                        | 2:42 |
| 4.    | Encore et encore                         | Yohann Malory                              | Tristan Salvati                                                        | 3:49 |
| 5.    | Des je t'aime qui se perdent             | Manon Romiti, Mark Weld et Silvio Lisbonne | Manon Romiti, Mark Weld et Silvio Lisbonne                             | 3:12 |
| 6.    | Respire                                  | Yseult, Tristan Salvati et Yohann Malory   | Yseult, Tristan Salvati et Yohann Malory                               | 2:56 |
| 7.    | Hey Jen                                  | TIBZ                                       | Hugo Lab et TIBZ                                                       | 3:11 |
| 8.    | L'Amour.0                                | Corson                                     | Corson et Boban Apostolov                                              | 3:26 |
| 9.    | Post mélancolie                          | Yohann Malory                              | Tristan Salvati                                                        | 2:49 |
| 10.   | Reste                                    | Manon Romiti                               | Manon Romiti et Eddy Pradelles                                         | 3:37 |
| 11.   | Un petit tour                            | Laurent Durupty, Corson                    | Laurent Durupty                                                        | 2:56 |
| 12.   | Pour nous retrouver                      | Yseult, Corson                             | Yseult, Corson, Jordan Houyez, Rémi Fontaine-Berger et Boban Apostolov | 3:09 |
| 13.   | Nostalgique d'hier                       | Yohann Malory                              | Tristan Salvati                                                        | 3:40 |
| 14.   | Derrière les soleils                     | Yohann Malory                              | Tristan Salvati et Martin Lefebvre                                     | 3:28 |
| 15.   | Les Choses simples (proche et intime)    | Slimane                                    | Slimane et Tibz                                                        | 3:24 |
| 16.   | Mystère                                  | Paul Ecole                                 | Christophe Maé et Martin Laumond                                       | 2:41 |
| 17.   | Baby blues                               | Camille Lemay et Yohann Malory             | Tristan Salvati et Yohann Malory                                       | 3:17 |
| 18.   | L'Été qui s'en va                        | Yohann Malory et Hervé Vérant              | Tristan Salvati                                                        | 3:41 |
| 19.   | Ton absence                              | Guillaume Boscaro                          | Guillaume Boscaro et Eddy Pradelles                                    | 3:23 |
| 20.   | On oublie le reste (feat. Kylie Minogue) | Barbara Pravi et CORSON                    | Manon Palmer, Boban Apostolov et Corson                                | 3:11 |
| 21.   | Amour disparate                          | Yohann Malory                              | Tristan Salvatiet et Yohann Malory                                     | 3:03 |
| 22.   | Tout toi                                 | Yohann Malory                              | Tristan Salvati et Yohann Malory                                       | 2:29 |
| 23.   | Dernier Cri                              | Yohann Malory                              | Tristan Salvati                                                        | 3:06 |
| 71:00 |                                          |                                            |                                                                        |      |

CD no 2 - Live
| 1.    | Hey Jen                                                          | Tibz                                       | Hugo Lab et Tibz                                                           | 4:37 |
| 2.    | Ma révolution                                                    | Andreas Karlegård                          | Martin Karlegård                                                           | 3:47 |
| 3.    | Derrière les soleils                                             | Yohann Malory                              | Tristan Salvati et Martin Lefebvre                                         | 3:46 |
| 4.    | Respire                                                          | Yseult, Tristan Salvati et Yohann Malory   | Yseult, Tristan Salvati et Yohann Malory                                   | 3:00 |
| 5.    | C'est de l'or                                                    | Élodie Hesme                               | Calogero et Gioacchino Maurici                                             | 4:53 |
| 6.    | Reste                                                            | Manon Romiti                               | Manon Romiti et Eddy Pradelles                                             | 4:45 |
| 7.    | J'attends l'amour                                                | Johanna Demker                             | Nicolas Neidhardt et Benjamin Raffaëlli                                    | 3:41 |
| 8.    | Encore et encore                                                 | Yohann Malory                              | Tristan Salvati                                                            | 4:11 |
| 9.    | Medley Electro (Comme un hic, Les jours électriques, Sur le fil) | David Verlant, Emmanuel Da Silva et Mutine | Jenifer Bartoli, Maxim Nucci, Emmanuel Da Silva, Jenifer Bartoli et Mutine | 4:36 |
| 10.   | Les Choses simples                                               | Slimane                                    | Slimane et Tibz                                                            | 4:36 |
| 11.   | Tourner ma page                                                  | David Verlant                              | Jenifer Bartoli et Maxim Nucci                                             | 3:22 |
| 12.   | Le Souvenir de ce jour                                           | Benoît Poher                               | Nicolas Chassagne, Fabien Dubos, Florian Dubos et Benoît Poher             | 3:39 |
| 13.   | Au soleil                                                        | Hocine Hallaf                              | Nicolas Neidhardt et Benjamin Raffaëlli                                    | 4:37 |
| 14.   | Donne-moi le temps                                               | Pierre Lorain et So                        | Pierre Jaconelli                                                           | 4:53 |
| 15.   | Notre idylle                                                     | Corson                                     | Corson et Boban Apostolov                                                  | 4:04 |
| 62:00 |                                                                  |                                            |                                                                            |      |

## Singles
Le premier single extrait de l'album, Notre idylle, est envoyé aux radios le 29 août 2018. Le titre est écrit par Corson et produit par Corson et Boban Apostolov. En France, le titre se classe à la 7e place et en Belgique francophone, à la 15e place. Le clip est tourné à Séoul en Corée du Sud.
Le deuxième single est Encore et encore, une ballade écrite par Yohann Malory et composée par Tristan Salvati. Il se classe à la 51e place en France et 28e en Belgique. Lors de sa sortie, il est diffusé régulièrement sur l'antenne de TF1.
Le troisième single est Les Choses simples, un duo écrit et partagé avec Slimane. En France, le titre se classe à la 16e place et en Belgique francophone, à la 8e place et reste dans le Top 10 pendant six semaines consécutives. Le titre restera classé 17 semaines au total en Belgique.
Le quatrième single est Comme c'est bon, composé et écrit par Christophe Maé accompagné de Michael Désir et de Paul Ecole. En France, le titre se classe à la 12e place et, en Belgique francophone, à la 28e place. La chanson, alors presque passée inaperçue à sa sortie, connaît un regain d'intérêt de la part du public lors du déconfinement de la France à la suite de la pandémie de Covid-19, en étant notamment utilisée par de nombreux influenceurs et utilisateurs de réseaux sociaux tels que TikTok grâce à ses paroles évocatrices de la situation : « Si tu savais comme c'est bon, de pouvoir te revoir, de pouvoir te parler, de te toucher… ». Jenifer s'en dit alors très touchée.
Le cinquième et dernier single est On oublie le reste en featuring avec la star australienne Kylie Minogue. Il est composé par Alain Corson, Manon Palmer et Boban Apostolov. Le titre se classe à la 9e place du Top singles en France pendant une semaine et fait également quelques furtives apparitions dans les charts du monde entier. En Belgique, le titre se classe la 8e place et passera huit semaines dans le classement. La promotion du single se poursuivra avec la version solo de la chanson et un clip très moderne et coloré sortie le 6 décembre 2019.

## Ventes
| Pays     | Meilleure position | Certification | Chiffres de ventes |
| -------- | ------------------ | ------------- | ------------------ |
| France   | 2                  | 2 × Platine   | 200 000            |
| Belgique | 4                  |               |                    |
| Suisse   | 17                 | -             |                    |

## Crédits
Album réalisé par Corson, Boban Apostolov, Tristan Salvati, Yohann Malory, Eddy Pradelles, Silvio Lisbonne et Hugo Lab. Enregistré aux Studios de la Seine, Studio Type Music, Studio Alaska, Studio Velours & Chords par Tristan Salvati, Silvio Lisbonne, Sébastien Crispino, Hugo Lab et Eddy Pradelles.
Éditions : Selim Mouhoubi Productions, Ligati Per Sempre, Explay Music, Une Musique, Famous Farmer, Universal Music Publishing, Meya, My Major Company, Martiprod éditions, Warner Chappell Music France, Derrière les planches DLP, Maison Latiya, Type Music, Tick Tone Music, Bukowski Publishing, Hugo Lab, Mothageeka Publishing, Invisible Sun, Joz Music Publishing.
- Guitare : Jan Pham Huu Tri, Silvio Lisbonne, Eddy Pradelles, Tristan Salvati, Boban Apostolov, Guillaume Boscaro et Hugo Lab
- Basse : Jan Pham Huu Tri, Tristan Salvati, Silvio Lisbonne, Eddy Pradelles et Martin Lefebvre
- Piano et clavier : Yaacov Salah, Silvio Lisbonne, Eddy Pradelles, Guillaume Boscaro, Boban Apostolov, Tristan Salvati, Trackstorm et Ren Hook
- Ensemble de cordes : Macedonian Symphonic Orchestra (F.AM.E.'S. Project)
- Chef d'orchestre : Dzjian Emin
- Arrangements et orchestrations
- Cordes: Brice Davoli

Album mixé par Yan Memmi sauf :
- Les Choses simples (Proche et intime), mixé par Boban Apostolov ;
- Baby Blues et L'Été qui s'en va, mixés par Tristan Salvati ;
- Ton absence, mixé par Jules De Gasperis.

Encore et encore, Reste, Nostalgique d'hier, Les Choses simples (Proche et intime) et Baby Blues sont arrangés par Brice Davoli.
- Direction artistique : Jenifer et Thierry Said
- Masterisé par Adil de Saint Denis à DSD Sound
- Photos : ADG, Alexhinho et Ligati Per Sempre
- Maquillage et stylisme : Sylvaine Colin
- Coiffure : Jonathan Dadoun
- Artwork : Disciple Studio